# Kisičko uho
 Kisičko uho  je sindrom poput barotraumatske upale srednjeg uha, a nastaje kao posljedica udisanja 100-postotnog kisika pod povišenim tlakom kod pilota, astronauta i bolesnika koji se liječe u hipo i hiperbaričnim barokomorama.
Simptomi su isti kao kod barotitisa, koji nastaje u trenutku snižavanja tlaka u barokomorama, astronautskim kapsulama ili kabinama zrakoplova, ali za razliku od njega "kisičko uho" nastaje dva ili više sati nakon izlaganja 100-postotnom kisiku. Bolesnik osjeća bol, prvo jak, a zatim slabiji (koji ga budi iz sna ako je spavao), javlja se nagluhost različitog stupnja, zujanje u uhu i vrtoglavica. 
Otoskopskim pregledom vidi se uvučen bubnjić koji kod jače reakcije može nalikovati na akutnu upalu srednjeg uha i praćena je kompresijom slušnih koščica.
Uzrok pojave "kisičkog uha" je stvaranje nepotpunog vakuma u srednjem uhu, zbog apsorpcije "zarobljenog" kisika, (koji je u potpunosti zamijenio zrak u srednjem uhu tijekom hiperbarične oksigenoterapije) preko sluznice uha. Za nastanak "kisičkog uha" od velikog značaja je stanje prohodnosti Eustahijeve tube, čiji je osnovni zadatak regulacija tlaka, i uklanjanje iscjetka nakupljenog u srednjem uhu. Uobičajeno je da je tuba zatvorena, ali se pri svakoj promjeni tlaka u atmosferi ona otvara kako bi izjednačila tlak u srednjem uhu, što se postiže pomicanjem mišića vrata tijekom gutanja i zijevanja. I pored toga što se uho dobro ventilira postoji mogućnost poremećaja ovog procesa, kada zbog postupne apsorpcije kisika dolazi do stvaranja vakuma (negativnog tlaka) u fazi nedovoljne ventilacije srednjeg uha. Ova pojava se događa ako pilot, astronaut ili bolesnik ode na spavanje odmah nakon izlaganja 100-postotnom kisiku pod povišenim tlakom. 
Zato se pilotima i astronautima prije letenja, a bolesnicima prije liječenja hiperbaričnom oksigenoterapijom (HBOT) obvezno obavlja otorinolaringološki pregled, a nakon letenja-liječenja savjetuje da najmanje dva sata ne odlaze na spavanje nakon izlaganja 100-postotnom kisiku na uvećanom tlaku, kako bi se osiguralo pravilno provjetravanje srednjeg uha i izbjegla ova pojava. 
Posljedice se najčešće ne javljaju. Stanje se normalizira za nekoliko dana uz primjenu kapi za nos (dekongestiva) i antibiotika. Međutim u težim slučajevima može doći do pada sluha, dugotrajne vrtoglavice i veoma neugodnog zujanja u uhu. 
Nakon takvih stanja pilotima se privremeno zabranjuje letenje, a liječenje bolesnika u barokomorama, nastavlja se nakon saniranja promjena (u prosjeku za 3-7 dana) 